# Star Trek: Prodigy
Star Trek: Prodigy, nota nel fandom anche con l'acronimo PRO, è una serie animata in CGI, appartenente al franchise fantascientifico di Star Trek e più precisamente ambientata nel XXIV secolo, nell'era The Next Generation. La serie è stata creata da Kevin e Dan Hageman per il canale in streaming Paramount+ e per il canale televisivo Nickelodeon. La serie è stata prodotta come parte del cosiddetto "Universo espanso" di Star Trek ideato dal produttore Alex Kurtzman. 
Star Trek: Prodigy è l'undicesima serie televisiva del franchise di Star Trek, comprese sia le serie live action che le serie animate, e la terza serie animata dopo la serie Star Trek (1973-1974) e Star Trek: Lower Decks (dal 2020). La serie è rivolta a un pubblico di ragazzi. Prodigy racconta infatti le avventure di un gruppo di adolescenti che si impossessa di un'astronave della Federazione abbandonata, la USS Protostar NX-76884, con la quale fugge da un pianeta prigione in cerca di avventure.
La prima stagione composta da 20 episodi è stata pubblicata a partire dal 28 ottobre 2021 su Paramount+. In Italia la serie è stata distribuita il 15 settembre 2022 su Paramount+, assieme alla serie Star Trek: Strange New Worlds, e dal 18 settembre su Nickelodeon.
Kate Mulgrew riprende il ruolo di Kathryn Janeway, che aveva già avuto in Star Trek: Voyager. Rylee Alazraqui, Brett Gray, Angus Imrie, Jason Mantzoukas, Ella Purnell, Dee Bradley Baker, John Noble e Jimmi Simpson sono gli altri interpreti della serie. L'art director della serie è l'italiano Alessandro Taini, nato a Genova. Per il suo lavoro in Star Trek: Prodigy Taini ha vinto il Premio Emmy nel 2022 nella categoria "Outstanding Individual Achievement in Animation". Kurtzman ha fatto il nome della serie per la prima volta nel 2019, confermandola un mese dopo. I fratelli Hageman sono stati assunti con il ruolo di creatori e showrunner della serie. Nickelodeon ha ordinato due stagioni di Prodigy nell'aprile del 2020. La serie utilizza animazione in computer grafica, a differenza delle precedenti serie animate di Star Trek, Star Trek e Star Trek: Lower Decks. Ben Hibon è stato annunciato come regista della serie nell'agosto del 2020 e nel febbraio 2021 è stato rivelato che la serie avrebbe debuttato su Paramount+ prima di venire trasmessa da Nickelodeon.
Dal 2 novembre 2022 viene pubblicata su Instagram la serie di cortometraggi spin-off Star Trek: Prodigy Logs.
Prodigy è stata cancellata da Paramount+ nel giugno 2023, ma è stata acquistata da Netflix e la prima stagione è qui disponibile dal 25 dicembre 2023; la seconda stagione, dopo essere stata pubblicata in anteprima su France TV il 22 marzo 2024 (ufficialmente a causa di "errori di comunicazione"), viene pubblicata, sempre su Netflix, il 1º luglio 2024. Nel maggio 2025 Netflix ha annunciato la chiusura della serie.

## Trama

### Prima stagione
Un gruppo di adolescenti, guidati dall'intraprendente Dal R'El, un alieno di una specie ignota che non ricorda chi siano i propri genitori, fuggono dalla miniera sull'asteroide Tars Lamora, comandato dal Diviner e dal robot Drednok, su cui sono tenuti prigionieri, a bordo dell'astronave della Federazione USS Protostar NX-76884, che scoprono nascosta all'interno dell'asteroide stesso. Con loro c'è anche la figlia del Diviner, Gwyndala, che, vistasi tradita dal padre, si unisce al gruppo di ribelli. Seguendo una rotta casuale, verranno guidati da un Training Advisor Olografico con le fattezze del capitano Kathryn Janeway.
Giunti nello spazio della Federazione, il primo contatto con una stazione spaziale è però disastroso: il Diviner, proveniente dal futuro, ha trasformato la Protostar in un'arma per distruggere la Federazione stessa, così da impedirne il primo contatto con il suo pianeta natale, Solum, nel Quadrante Delta, un impatto sociale che ha condotto i Vau N'Akat a una guerra fratricida e all'estinzione.
Dal R'El e la sua squadra fanno di tutto per impedire che la Federazione contatti la loro astronave: anche il solo comunicare trasmetterebbe un virus distruttivo per la flotta stellare. In seguito a innumerevoli fraintendimenti, troveranno infine un insperato aiuto proprio nella vera Janeway, ora ammiraglio al comando della USS Dauntless NCC-80816, che si è lanciata al loro inseguimento.

### Seconda stagione
L'ammiraglio Janeway e i sei ragazzi-prodigio della Protostar hanno una priorità: salvare il capitano Chakotay e il suo Primo Ufficiale, prigionieri sul pianeta Solum del futuro. A causa di un errore, i ragazzi causano un paradosso temporale a cui dovranno porre rimedio, pena la scomparsa di Gwyndala dalla linea temporale e, probabilmente, anche dell'intero Universo, minacciato da inquietanti creature spazza-mondi. Ad aiutarli troveranno una cadetta vulcaniana, il Dottore e Wesley Crusher.

## Episodi
| Stagione         | Episodi | Pubblicazione USA | Pubblicazione Italia |
| ---------------- | ------- | ----------------- | -------------------- |
| Prima stagione   | 20      | 2021-2022         | 2022                 |
| Seconda stagione | 20      | 2024              | 2024                 |

## Personaggi e interpreti
- Dal R'El (stagioni 1-2), doppiato originalmente da Brett Gray e in italiano da Marcello Gobbi.[14]
Un 17enne scapestrato e ribelle di una specie sconosciuta, che prende il comando della USS Protostar NX-76884.[15] Dal R'El non appartiene ad alcuna specie, ma è un ibrido genetico di molte specie creato in laboratorio.
- Gwyndala, conosciuta anche come Gwyn (stagioni 1-2), doppiata originalmente da Ella Purnell e in italiano da Chiara Leoncini.[14]
Una 17enne della specie Vau N'Akat figlia del Diviner, cresciuta sulla prigione asteroide del padre, ma che sogna di esplorare le stelle.[15]
- Jankom Pog (stagioni 1-2), doppiato originalmente da Jason Mantzoukas e in italiano da Roberto Palermo.[14]
Un sedicenne Tellarite, che svolge il ruolo di ingegnere a bordo della Protostar.[15] Dotato di un impianto cibernetico sul braccio destro, che gli permette di replicare qualsiasi strumento gli sia utile per svolgere il compito assegnatogli.
- Zero (stagioni 1-2), doppiato originalmente da Angus Imrie e in italiano da Fabrizio Valezano.[14]
Un Medusano incorporeo, una forma di vita asessuata basata sull'energia, che vive in un contenitore costruito per proteggere gli altri dalla sua visione, cosa che li farebbe impazzire.[15]
- Rok-Tahk (stagioni 1-2), doppiata originalmente da Rylee Alazraqui e in italiano da Martina Tamburello.[14]
Una timida Brikar di 8 anni.[15]
- Murf (stagioni 1-2), doppiato Dee Bradley Baker, sia nell'originale che in italiano.[14]
Un verme mellanoide, un blob indistruttibile dotato di tempismo e un buon appetito per le parti della nave.[15]
- Il Diviner (stagioni 1-2), doppiato originalmente da John Noble e in italiano da Gianni Quillico.[14]
 Un Vau N'Akat, padre di Gwyn e tiranno dell'asteroide Tars Lamora, alla ricerca dell'astronave della Federazione Protostar.[16]
- Drednok (stagioni 1-2), doppiato originalmente da Jimmi Simpson e in italiano da Marcello Moroneso.[14]
Il micidiale esecutore robotico del Diviner.[16]
- Training Olografico (stagioni 1-2), doppiata originalmente da Kate Mulgrew e in italiano da Luisa Ziliotto.[14]
Consigliere olografico di emergenza con le fattezze di Kathryn Janeway, ex capitana della USS Voyager.[17][18]
- Kathryn Janeway (stagioni 1-2), doppiata originalmente da Kate Mulgrew e in italiano da Luisa Ziliotto.[14]
Viceammiraglio della Flotta Stellare in comando della USS Dauntless NCC-80816 prima[19] e della USS Voyager A poi.

## Specie
Nella serie ricompaiono numerose specie già apparse nelle precedenti produzioni del franchise, fin dalla serie classica, tra cui Tellariti e Medusani. Fanno la loro comparsa anche nuove specie, fino a prima apparse solamente in romanzi o altre produzioni non canoniche, tra cui i Brikar e i Vau N'Akat.

## Astronavi
Protagonista della serie è la USS Protostar NX-76884, "vascello di esplorazione sperimentale" dotato di un innovativo motore a proto-curvatura, varato negli anni ottanta del XXIV secolo e con al comando il capitano Chakotay. L'ammiraglio Kathryn Janeway è invece al comando della USS Dauntless NCC-80816. Nella seconda stagione appare la USS Voyager NCC-74656-A, di classe Lamarr.

## Produzione

### Sviluppo
Nel giugno 2018, dopo essere diventato unico showrunner della serie Star Trek: Discovery, Alex Kurtzman ha firmato un accordo complessivo di cinque anni con CBS Television Studios per espandere il franchise di Star Trek oltre Discovery a diverse nuove serie, miniserie e serie animate. Dopo l'annuncio della serie animata per adulti Star Trek: Lower Decks, nel gennaio 2019 Kurtzman ha dichiarato che ci sarebbe stata almeno un'altra serie animata. Questa sarebbe stata una serie "incentrata sui bambini" che avrebbe potuto potenzialmente essere pubblicata su una rete diversa dal servizio di streaming più incentrato sugli adulti CBS All Access (successivamente rinominato Paramount+), dove venivano pubblicate le altre serie di Star Trek sotto Kurtzman. Quest'ultimo ha detto che altre serie animate sarebbero state diverse da Lower Decks sia nel tono che nello stile visivo, che avrebbe potuto essere potenzialmente ottenuto attraverso diverse tecnologie.
A metà febbraio 2019, Kevin e Dan Hageman si sono uniti alla serie come sceneggiatori quando Nickelodeon era in trattative per mandare in onda la serie poiché i suoi spettatori corrispondevano al pubblico target più giovane. Ci si aspettava che il progetto fosse una "serie importante" per la rete sotto il suo nuovo presidente Brian Robbins. Un mese dopo Kurtzman ha confermato il progetto e ha detto che le trattative con Nickelodeon erano state quasi completate. Si aspettava che la serie fosse pronta per la pubblicazione nel 2021 o 2022. Nickelodeon ha ordinato ufficialmente la serie alla fine di aprile 2019 ed è stato confermato che i fratelli Hageman avrebbero scritto e prodotto esecutivamente la serie insieme a Kurtzman, Heather Kadin della società di produzione cinematografica e televisiva Secret Hideout, Rod Roddenberry (il figlio del creatore di Star Trek Gene Roddenberry) e Trevor Roth di Roddenberry Entertainment, e infine Katie Krentz, dirigente dell'animazione della CBS Television. Nell'ottobre 2019 Kadin ha rivelato che Nickelodeon aveva ordinato due stagioni della serie a causa del lavoro di animazione richiesto. Ha anche spiegato che gli Hageman sono stati assunti grazie al loro lavoro su precedenti serie per bambini che non sminuivano il pubblico ed erano ancora guardabili anche dagli spettatori più grandi. Pensava che i fan più grandi di Star Trek avrebbero potuto guardare la serie con i loro figli per introdurli al franchise.
In un articolo su Star Trek nel gennaio 2020, il Wall Street Journal ha indicato la serie come “Star Trek: Prodigy”. Questo titolo è stato ufficialmente confermato a luglio, insieme a una data di uscita nel 2021. Ramsey Naito stava supervisionando la serie per Nickelodeon come esecutivo della produzione e sviluppo dell'animazione. Ben Hibon è stato annunciato come regista, co-produttore esecutivo e responsabile creativo della serie nell'agosto 2020. Naito ha descritto Hibon come "un incredibile narratore e un costruttore di mondi con una visione distinta" della serie. Nel febbraio 2021, ViacomCBS ha annunciato che Prodigy avrebbe debuttato sul servizio di streaming Paramount+ com'era già avvenuto per resto dell'universo espanso di Star Trek. La vicepresidente esecutiva per lo sviluppo e la programmazione di Paramount+, Julie McNamara, ha detto che avrebbero avuto "il meglio di entrambi i mondi" con questa mossa presentando la serie ai fan delle altre serie di Star Trek sul servizio prima di portarla a un nuovo pubblico su Nickelodeon. Ha aggiunto che i dati sugli spettatori di CBS All Access hanno mostrato che i fan di Star Trek hanno guardato anche la serie animata La leggenda di Korra, e questo è stato un altro fattore che ha portato alla decisione di aggiungere Prodigy a Paramount+. In quel periodo è stato rivelato che prima stagione aveva 20 episodi.
Una seconda stagione di 20 episodi è stata ufficialmente confermata da Paramount+ nel novembre 2021. Lo scrittore della prima stagione Aaron Waltke è stato promosso a co-sceneggiatore e co-produttore esecutivo della seconda stagione. Un anno dopo, Waltke ha affermato che aveva discusso di continuare la serie oltre le prime due stagioni con gli Hageman e sperava che potesse durare sette stagioni prima di espandersi a dei film; Kevin Hageman ha spiegato che secondo lui il franchise di Star Trek potrebbe utilizzare "una serie di film d'animazione epici che hanno una nuova avventura ogni due anni e che possono essere visti da tutta la famiglia". Nel giugno 2023 Paramount+ ha cancellato diverse serie e le ha rimosse dal servizio di streaming in cambio di un "addebito per compromissione dei contenuti". Ciò includeva Star Trek: Prodigy e rientrava nell'ambito di più ampi cambiamenti di riduzione dei costi apportati da molti servizi di streaming. Inoltre non era previsto che la serie tornasse su Nickelodeon. La troupe ha continuato a lavorare sulla seconda stagione mentre la CBS cercava un servizio di streaming o una rete diversa per rilasciarla. Nel mese di ottobre la serie è stata ripresa da Netflix.

### Sceneggiatura
Nel luglio 2019 i fratelli Hageman hanno annunciato gli autori e le autrici della serie: Julie e Shawna Benson, Diandra Pendleton-Thompson, Chad Quandt, Aaron Waltke, Lisa Shultz Boyd, Nikhil Jayaram, Erin McNamara e Keith Sweet. L'autore di Star Trek David Mack è stato assunto come consulente. L'astrofisica Erin Macdonald è stata assunta come consulente della serie dopo aver ricoperto il ruolo di consulente scientifico generale per il franchise. Ha lavorato nella writers room e, a differenza delle altre serie di Star Trek, per le quali si era concentrata sull'accuratezza scientifica, il suo ruolo in Prodigy era incentrato sull'educazione STEM per il target più giovane della serie.
La serie presenta un gruppo di giovani alieni provenienti dal lontano Quadrante Delta che scoprono la Flotta Stellare e i suoi ideali, introducendo i concetti di Star Trek a un pubblico nuovo e giovane. Kevin Hageman sentiva che i giovani spettatori avrebbero potuto non essere in grado di identificarsi con gli "ufficiali completamente formati" che recitano nella maggior parte delle serie di Star Trek, quindi Prodigy con personaggi più giovani ha anche aiutato a coinvolgere il pubblico più giovane. Waltke ha spiegato che le prime due stagioni sono state scritte per raccontare una storia continua attraverso quattro "mini-archi" da dieci episodi. Ha aggiunto che la serie cambierà tono ogni stagione man mano che i personaggi crescono perché gli autori vedevano la serie come una storia di giovani che si uniscono alla Flotta Stellare e scalano i ranghi. Waltke ha affermato anche che la serie non avrebbe ignorato gli eventi di altri progetti di Star Trek ambientati negli anni ottanta del XXIV secolo, incluse la serie simultanee Lower Decks e Picard. Gli sceneggiatori hanno lavorato con gli showrunner delle altre serie per garantire la continuità.

### Casting
Nell'ottobre 2020, durante il Comic Con di New York, è stato annunciato che Kate Mulgrew avrebbe ripreso il ruolo di Kathryn Janeway di Star Trek: Voyager. Si prevedeva che sarebbero stati rivelati nei mesi successivi ulteriori casting. Kurtzman ha detto che riportare in Star Trek Mulgrew era parte della proposta iniziale degli Hageman, e sentiva che il loro ragionamento era abbastanza convincente da soddisfare le sue esigenze secondo cui "personaggi eredi" come Janeway venivano rivisitati solo per un motivo specifico. La produzione aveva chiesto a Mulgrew di recitare nella serie un anno prima dell'annuncio ufficiale, e Kurtzman era rimasto sorpreso dal fatto che il suo coinvolgimento non fosse trapelato durante quel periodo. Mulgrew era inizialmente riluttante a unirsi alla serie, ma dopo diversi mesi di trattative si è convinta a riprendere il suo ruolo con l'idea di presentare Star Trek a una nuova generazione di fan. La versione di Janeway della serie è un ologramma a bordo della USS Protostar basato sulle sembianze del personaggio originale, sebbene appaia anche la vera Janeway. L'ologramma Janeway aiuta ad addestrare l'equipaggio di plancia della serie, composto da sei giovani disadattati, per la prima volta nel franchise senza alcun Umano. Il cast vocale principale originale è stato annunciato nel giugno 2021: Rylee Alazraqui doppia Rock-Tahk, Brett Gray doppia Dal, Angus Imrie doppia Zero, Jason Mantzoukas doppia Jankom Pog, Ella Purnell doppia Gwyn e Dee Bradley Baker doppia Murf. Alla fine di agosto, John Noble è annunciato come la voce del padre di Gwyn, il Diviner, con Jimmi Simpson nel ruolo del sicario robotico del Diviner, Drednok.

### Animazione
Quando la serie fu annunciata, Kurtzman si aspettava che ci sarebbe voluto circa un anno per completare il lavoro di animazione di ogni stagione. Durante le discussioni iniziali, quando Hibon si unì per la prima volta al progetto, gli Hageman dissero che volevano creare un ambito "epico" senza perdere personaggi ed emozioni. Usare l'animazione generata al computer è stata la scelta logica per Hibon, poiché sentiva che avrebbe dato alla produzione tutti gli strumenti di cui avevano bisogno per creare una serie cinematografica che fosse alla pari con le voci live-action del franchise. L'uso dell'animazione in computer grafica ha inoltre differenziato Prodigy dalle precedenti serie animate di Star Trek, The Animated Series e Lower Decks. Lo stile di design della serie è stato inizialmente sviluppato attraverso disegni 2D prima di essere animato con animazione 3D, e Kurtzman lo ha paragonato alla serie antologica animata Love, Death & Robots in termini di "bellezza, illuminazione e cinema". Kadin ha inoltre paragonato lo stile al precedente lavoro degli Hageman sulle serie animate Ninjago e Trollhunters, mentre Kurtzman ha affermato che l'animazione della serie era di qualità cinematografica e avrebbe resistito anche se proiettata nei cinema. Nell'agosto 2020 Kurtzman ha affermato che il lavoro sull'animazione della serie stava "avanzando a tutto vapore", in contrasto con le serie live-action che erano state ritardate dalla pandemia di COVID-19.
I designer della serie hanno cercato di rendere i progetti iniziali più radicati rispetto alle precedenti serie di Star Trek. La loro intenzione era quella di integrare via via maggiormente in Prodigy il "linguaggio classico" di Star Trek mentre i personaggi principali si avvicinavano alla Federazione e alla Flotta Stellare. La Protostar, la nave protagonista della serie, ha un design simile alla USS Voyager. La sequenza dei titoli di apertura della serie segue la Protostar attraverso varie anomalie spaziali, pianeti e campi di detriti che formano le immagini dei protagonisti.

## Colonna sonora
La colonna sonora è stata composta dalla compositrice israelo-olandese Nami Melumad, ingaggiata nell'agosto del 2020 da Alex Kurtzman, positivamente impressionato dal suo lavoro alla colonna sonora dell'episodio Q&A, della serie antologica Star Trek: Short Treks. Kurtzman non ha dato indicazioni in merito a quale serie avrebbe musicato Melumad, ma lei ha rivelato trattarsi di Prodigy. In ottobre dello stesso anno viene confermato che sarebbe stata Melumad a comporre la colonna sonora della serie. Il tema principale della serie è stato composto da Michael Giacchino, che aveva già supervisionato il lavoro di Melumad alla colonna sonora della serie antologica Star Trek: Short Treks e aveva composto le musiche per i film della Kelvin Timeline. Melumad ha affermato di sentirsi a proprio agio lavorando con il tema di Giacchino, grazie al loro precedente coinvolgimento comune e al fatto che il proprio stesso stile sia influenzato da quello di Giacchino.
Nami Melumad è stata la prima donna a comporre la musica per una serie di Star Trek, cosa che secondo lei è stata "un grande onore e [una] grande responsabilità". Quando si è unita al progetto per la prima volta, gli showrunner le hanno inviato una playlist Spotify con la musica che avevano ascoltato durante lo sviluppo della serie, che includeva la colonna sonora di Giacchino per il film John Carter (2012). Il consiglio di Giacchino a Melumad è stato di non abusare del tema principale della serie o del tema originale di Star Trek di Alexander Courage, in modo tale che il tema "deve essere guadagnato dai personaggi", e ha deciso di utilizzare il tema principale solo nei momenti più trionfanti per i personaggi principali. Melumad ha composto molti altri temi, anche per ciascuno dei personaggi principali. Per rappresentare Jankom ha usato il trombone e una melodia "un po' goffa". Il tema di Zero utilizza un ottavino, mentre quello di Gwyn presenta un "suono di campana simile a quello di una tastiera". Melumad non ha ripreso il tema principale di Jerry Goldsmith da Star Trek: Voyager per rappresentare l'ologramma Janeway, poiché il personaggio rappresenta la Flotta Stellare in generale all'interno della serie e perché sentiva che il pubblico target giovane non avrebbe comunque riconosciuto il tema. Ha detto che la musica diventa "più in stile Star Trek" man mano che la serie va avanti.
La colonna sonora è stata registrata a Budapest da un'orchestra di 64 musicisti e Melumad ha affermato di essere lieta che  la pandemia di COVID-19 non abbia avuto effetto sulla registrazione, dato che aveva costretto altre produzioni a registrare singolarmente ogni singolo musicista. Le tracce della colonna sonora sono state pubblicate dopo il debutto di ogni episodio, portando ad un album completo della colonna sonora alla fine della prima stagione.

## Promozione
Il titolo e il logo sono stati rivelati al panel virtuale dell'Universo di Star Trek durante la convention San Diego Comic-Con International del luglio 2020, mentre Kate Mulgrew è stata annunciata nell'ottobre 2020 durante il Comic Con di New York. Un primo sguardo ai personaggi principali è stato consentito nel febbraio 2021 durante il ViacomCBS Investor Day, e un primo sguardo all'ologramma Janeway è stato rivelato il 5 aprile 2021 durante l'evento virtuale "First Contact Day". Nell'agosto 2021, durante il press tour della Television Critics Association, la sequenza dei titoli di apertura è stata rivelata insieme al tema principale di Giacchino. Dopo essere stato negli anni novanta il produttore dominante di personaggi da collezione di Star Trek, Playmates Toys è tornato nel franchise nel 2022 con nuove figure basate su Prodigy. Per promuovere il debutto della serie su Nickelodeon, l'esperienza interattiva a tema spaziale per famiglie presso il CAMP Experience a Brooklyn è stata modificata per essere a tema Prodigy dal 22 luglio al 29 agosto 2022.

## Distribuzione
In Italia la serie viene trasmessa dal 15 settembre 2022, in contemporanea alla serie Star Trek: Strange New Worlds, in occasione dell'arrivo in Europa del canale on demand Paramount+.

## Accoglienza
La serie è stata accolta molto positivamente dalla critica.
L'aggregatore di recensioni Rotten Tomatoes ha riportato un indice di gradimento del 94% per la prima stagione, con una valutazione media di 8,1/10 basata su 18 recensioni; la seconda stagione ha un indice del 100% con valutazione 8,50/10 basata su 6 recensioni. Metacritic gli ha assegnato un punteggio medio ponderato di 68 su 100 sulla base delle recensioni di 7 critici, indicando "recensioni generalmente favorevoli".
Alex Maidy di JoBlo.com ha valutato la serie "fantastica" e ha scritto: «Star Trek: Prodigy dimostra che è del tutto possibile che la visione di Gene Roddenberry sia ricca di azione e stimolante [...] è un'avventura travolgente. Ciò manterrà gli adulti impegnati, farà riflettere i bambini e aprirà infinite possibilità per Star Trek più di qualsiasi altra serie dall'originale del 1966».
Collier Jennings di Collider ha elogiato la serie nella sua recensione, sostenendo che «è una delle migliori novità nel franchise di Star Trek [...] Prodigy riesce a strappare emozioni autentiche dai suoi momenti, dimostrando che, anche se è rivolto a un pubblico più giovane, non parlerà a quel pubblico». Poco dopo la pubblicazione della seconda stagione su Netflix, Maggie Lovitt, sempre su Collider, si chiede esterrefatta come sia stato possibile che Paramount abbia ceduto Prodigy, «una delle migliori serie televisive di 20 episodi degli ultimi tempi. [...] È difficile credere che la casa di Star Trek abbia permesso che la seconda stagione – che è, a tutti gli effetti, una lettera d'amore per l'intero franchise, passato e presente – andasse a un altro streamer».
Tara Bennett di IGN ha valutato l'episodio pilota Oggetti smarriti e ritrovati 7/10 e ha scritto: «Prodigy ha l'aspetto elegante di un film di fascia alta» e «La première pone le basi per un corso credibile di avventure che ha il potenziale per trasformarsi in qualcosa di speciale». Bennett ha elogiato le performance e ha detto che Gwyn e Rok-Tahk emergono dallo schermo.
Joel Keller di Decider.com ha scritto: «L'animazione, la scrittura e le sequenze d'azione rendono lo spettacolo ugualmente accessibile anche ai trekker [di vecchia data]. La performance di Mulgrew come versione leggermente più saggia di Janeway della Voyager fonda lo spettacolo nell'universo di Trek, ma solo appena abbastanza per non impantanarsi nelle tendenze più secche e chiacchierone del franchise. Il primo episodio è pieno di azione ben progettata che aumenta la tensione e mantiene coinvolti tutti gli spettatori, siano essi bambini o adulti».
Jeff Ewing di /Film ha elogiato i temi audaci e il tono unico di Star Trek: Prodigy rivolto sia al pubblico giovane che a quello adulto, sottolineando che è «ben ritmato per il pubblico moderno con una forte serie di introduzioni di personaggi, buone sequenze d'azione e molti momenti aperti. Sembra raggiungere abilmente i suoi obiettivi di introdurre il pubblico più giovane al mondo di Trek, trovando un percorso forte per farlo con il viaggio guidato dei suoi giovani personaggi attraverso la galassia».
Keith DeCandido, autore di diversi romanzi su Star Trek, ha elogiato Prodigy in una recensione per Tor.com, dicendo che era persino migliore di Discovery, Picard e Lower Decks. DeCandido ha osservato che «il pubblico target è su Nickelodeon, ma onestamente il pubblico di questo show è chiunque ami Star Trek, perché questo è davvero uno show di Trek».
Zack Handlen di The A.V. Club ha dato al primo episodio un voto B e ha detto che lo spettacolo aveva del potenziale. Ha scritto: «La serie è rivolta ai bambini, ma in un modo allegro per tutte le età che evita di insultare il suo pubblico anche se non riesce mai a impressionarlo».
Shah Shahid di Comic Years ha elogiato Prodigy come «un bellissimo modo per ricordare al pubblico cosa significa la promessa di un futuro luminoso per coloro che non hanno quella speranza [...] e alla fine questo è in definitiva ciò che Roddenberry intendeva».
Brian Lowry di CNN è stato critico nei confronti del primo episodio e ha scritto: «Lo spettacolo per lo più si limita a scambiare in modo trasparente il titolo Trek dando la sensazione che stia andando da nessuna parte, con coraggio o in altro modo» e «il rapporto con Star Trek è particolarmente tenue».
Su Inverse, Ryan Britt acclama la seconda stagione titolando senza mezzi termini: "La stagione 2 di Prodigy è la stagione di Star Trek più epica degli ultimi anni".

## Opere derivate

### Star Trek Logs
Dal 2 novembre 2022 vengono pubblicati sul profilo ufficiale di Star Trek Logs su Instagram gli Star Trek: Prodigy Logs. Si tratta di brevi video che riportano i diari personali dei personaggi della serie, con le voci dei relativi attori. La pubblicazione dei Logs avviene in contemporanea all'uscita della terza stagione della serie.

### Romanzi
Due romanzi collegati sono stati pubblicati il 17 gennaio 2023: Star Trek: Prodigy - Supernova, scritto dall'autore di lunga data di Star Trek Robb Pearlman, è una storia di "grado medio" basata sul videogioco con lo stesso nome; e Star Trek: Prodigy - A Dangerous Trade di Cassandra Rose Clarke segue il giovane equipaggio della serie mentre tenta di scambiare una batteria della Flotta Stellare con nuove parti con un gruppo di commercianti disonesti che pianificano di rubare la Protostar.
Un terzo romanzo, Star Trek: Prodigy – Escape Route, è stato pubblicato il 1º agosto 2023. Scritto anch'esso da Clarke, Escape Route vede l'equipaggio della Protostar fare una deviazione verso una luna inesplorata che Murf vuole esplorare.

### Videogiochi
Outright Games, un editore di videogiochi che si concentra su produzioni adatte alle famiglie, ha annunciato un nuovo videogioco ispirato alla serie nell'aprile 2022. Intitolato Star Trek: Prodigy - Supernova, il gioco è stato sviluppato da Tessera Studios per Nintendo Switch, PlayStation 4, PlayStation 5, Xbox One, Xbox Series X/S, Microsoft Windows, Steam e Stadia. È stato il primo videogioco di Star Trek rivolto ai giocatori più giovani. La storia, scritta dalla scrittrice dello staff di Prodigy Lisa Boyd, segue Dal e Gwyn mentre tentano di salvare i loro amici, la Protostar e un sistema planetario alieno da una supernova. Il gioco presenta il cast principale della serie che riprende i propri ruoli, incluso Mulgrew, ed è stato distribuito il 14 ottobre 2022. Il sito specializzato Nintendo World Report ha affermato che «anche se il combattimento può diventare un po' ripetitivo, gli enigmi sono genuinamente fantasiosi». A Nintendo Life è piaciuto il design dei puzzle del gioco, ma ha definito il combattimento «superficiale».